# Phaolô Lê Đắc Trọng
Phaolô Lê Đắc Trọng (1918 – 2009) là một giám mục người Việt Nam thuộc Giáo hội Công giáo Rôma. Ông từng đảm nhận vai trò Giám mục phụ tá Tổng giáo phận Hà Nội trong 12 năm, từ năm 1994 đến năm 2006. Khẩu hiệu giám mục của ông là "Xin vâng ý Chúa".
Lê Đắc Trọng sinh tại Thanh Oai, Hà Nội. Thuở thiếu thời, gia đình cho cậu bé Trọng đi theo con đường tu học, bắt đầu từ năm 1932. Sau quá trình tu học, ông trở thành linh mục năm 1948. Thời kỳ linh mục của ông trải qua nhiều biến động, linh mục Trọng được bổ nhiệm vào nhiều chức vụ khác nhau: linh mục chính xứ, Hiệu trưởng trường Lê Bảo Tịnh, Chưởng ấn Tòa Tổng giám mục Hà Nội, giáo sư rồi Phó Giám đốc Đại Chủng viện Thánh Giuse Hà Nội. Hai lần được đề cử làm Giám mục dưới thời Tổng giám mục Trịnh Như Khuê, Lê Đắc Trọng đều khước từ. Trong thời kỳ này, ông cũng biên soạn cũng như biên dịch hàng chục đầu sách Công giáo.
Lần thứ ba được đề cử làm Giám mục, vì sự cấp thiết, Lê Đắc Trọng nhận lời làm Giám mục phụ tá, được công bố bổ nhiệm năm 1994 ở tuổi 75, trợ giúp Tổng giám mục Phạm Đình Tụng. Sau 12 năm đảm trách vai trò này, ông được chấp thuận hồi hưu năm 2006. Giám mục Lê Đắc Trọng qua đời tháng 9 năm 2009.
Trong Hội đồng Giám mục Việt Nam, giám mục Lê Đắc Trọng giữ chức Tổng Thư ký Hội đồng, phụ trách Giáo tỉnh Hà Nội trong hai nhiệm kỳ liên tiếp, kéo dài trong 6 năm, từ năm 1995 đến năm 2001.

## Thân thế và tu tập
Lê Đắc Trọng sinh ngày 15 tháng 6 năm 1918 tại làng Kim Lâm, huyện Thanh Oai, tỉnh Hà Đông, nay thuộc xã Đỗ Động, huyện Thanh Oai, thành phố Hà Nội, thuộc giáo họ Kim Lâm, giáo xứ Trình Xá, Tổng giáo phận Hà Nội. Con đường tu học của cậu bé Trọng bắt đầu khi gia đình cho cậu nhập học Tiểu Chủng viện Hoàng Nguyên năm 1932. Năm 1937, cậu tiếp tục con đường tu học bằng cách nhập học Tràng Tập, Hà Nội. Từ năm 1940, chủng sinh Lê Đắc Trọng học tại Đại chủng viện Xuân Bích, Liễu Giai. Nghĩa phụ của cậu là linh mục Phêrô Vũ Xuân Kỷ, nguyên là Chủ tịch Ủy ban Liên lạc Công giáo.

## Linh mục
Sau quá trình tu học, ngày 1 tháng 4 năm 1948, Phó tế Phaolô Lê Đắc Trọng được truyền chức linh mục tại Hà Nội. Sau khi được truyền chức, năm 1949, linh mục Trọng được bổ nhiệm giữ chức quản nhiệm giáo xứ Nam Định.
Chỉ một thời gian ngắn quản nhiệm giáo xứ, năm 1950, Lê Đắc Trọng được bổ nhiệm giữ chức Hiệu trưởng trường Lê Bảo Tịnh, ngôi trường do chính ông sáng lập. Hai năm sau đó, ông được thuyên chuyển làm Chưởng ấn Tòa Tổng Giám mục Hà Nội trong một thời gian ngắn. Chức Thư ký cho Giám mục Trịnh Như Khuê của linh mục Trọng kéo dài trong khoảng hơn một năm. Năm 1953, linh mục Trọng được bổ nhiệm giữ chức quản xứ Nam Định. Trong thời kỳ này, linh mục Phaolô Lê Đắc Trọng hai lần được Hồng y Giuse Maria Trịnh Như Khuê đề cử làm Giám mục, tuy vậy trong cả hai lần từ chối. Trong thời kỳ quản xứ Nam Định, linh mục Trọng tích cực dạy giáo lý cho các lưới tuổi khác nhau: thiếu niên, thanh niên, người trưởng thành. Đặc biệt, việc học này kéo dài xuyên suốt thời gian cấm cách cũng như trong chiến tranh. Linh mục Trọng cũng có khả năng giảng thuyết lôi cuốn.
Trong thời kỳ chiến tranh, nhà thờ bị Mỹ ném bom trong 7 đợt làm hư hại khu nhà xứ, linh mục Trọng vẫn bám trụ cầu nguyện và cử hành lễ hàng ngày. Trong trận công kích ngày 15 tháng 3 năm 1968, nhà thờ và nhà xứ bị san phẳng, linh mục Tổng đại diện Nhân tử nạn trong một hố bom, linh mục Trọng thoát chết, được cứu lên trong đống gạch vụn. Trong thời kỳ cấm cách, có khi đang dâng lễ Giáng sinh, nhà thờ bị cắt điện để không có ánh sáng cũng như không sử dụng được máy tăng âm. Tuy vậy, ông đã chuẩn bị hàng chục hòm ắc quy thay nguồn điện, nên trong điều kiện giữa đêm tối, ông vẫn tiếp tục bài giảng Lời Chúa. Trong thời kỳ là linh mục, Lê Đắc Trọng cũng là tác giả biên tập và dịch thuật hàng chục cuốn sách Công giáo. Ông bí mật cho đánh máy phổ biến các sách hộ giáo, giáo lý, bài giảng đến với các giáo dân, linh mục, giám mục của các giáo phận chung quanh như giáo phận Bùi Chu, giáo phận Phát Diệm, giáo phận Thái Bình.
Sau 15 năm quản xứ Nam Định, năm 1968, Lê Đắc Trọng được bổ nhiệm làm Tổng đại diện Tổng giáo phận Hà Nội và đảm nhiệm vai trò này đến tháng 4 năm 1981. Năm 1991, ông đảm trách vai trò Giáo sư Đại chủng viện Thánh Giuse Hà Nội trước khi được chọn làm Phó Giám đốc Đại chủng viện này năm 1992.

## Giám mục
Ngày 23 tháng 3 năm 1994, Tòa Thánh loan báo Giáo hoàng bổ nhiệm linh mục Phaolô Lê Đắc Trọng giữ chức Giám mục hiệu tòa Igilgili, Giám mục phụ tá Tổng giáo phận Hà Nội. Sau hai lần từ chối dưới thời Hồng y Trịnh Như Khuê, do quan tâm đến nhu cầu cấp thiết của Tổng giáo phận, Lê Đắc Trọng mới quyết định nhận làm giám mục phụ tá khi đã 75 tuổi. Tân giám mục nhận chức giám mục lúc 76 tuổi, độ tuổi mà các giám mục Công giáo phải hồi hưu. Lễ tấn phong cho Tân giám mục diễn ra sau đó vào ngày 15 tháng 8 cùng năm, với phần nghi thức truyền chức được cử hành bởi Chủ phong là Tổng Giám mục Phaolô Giuse Phạm Đình Tụng với hai vị phụ phong là Giám mục chính tòa Giáo phận Thanh Hóa Bartôlômêô Nguyễn Sơn Lâm và Giám mục chính tòa Giáo phận Nha Trang Phaolô Nguyễn Văn Hòa. 
Ngày 21 tháng 1 năm 2006, Tòa Thánh chấp nhận cho giám mục Lê Đắc Trọng từ nhiệm vì lý do tuổi tác theo Giáo luật. Ông quyết định nghỉ hưu tại Nam Định.

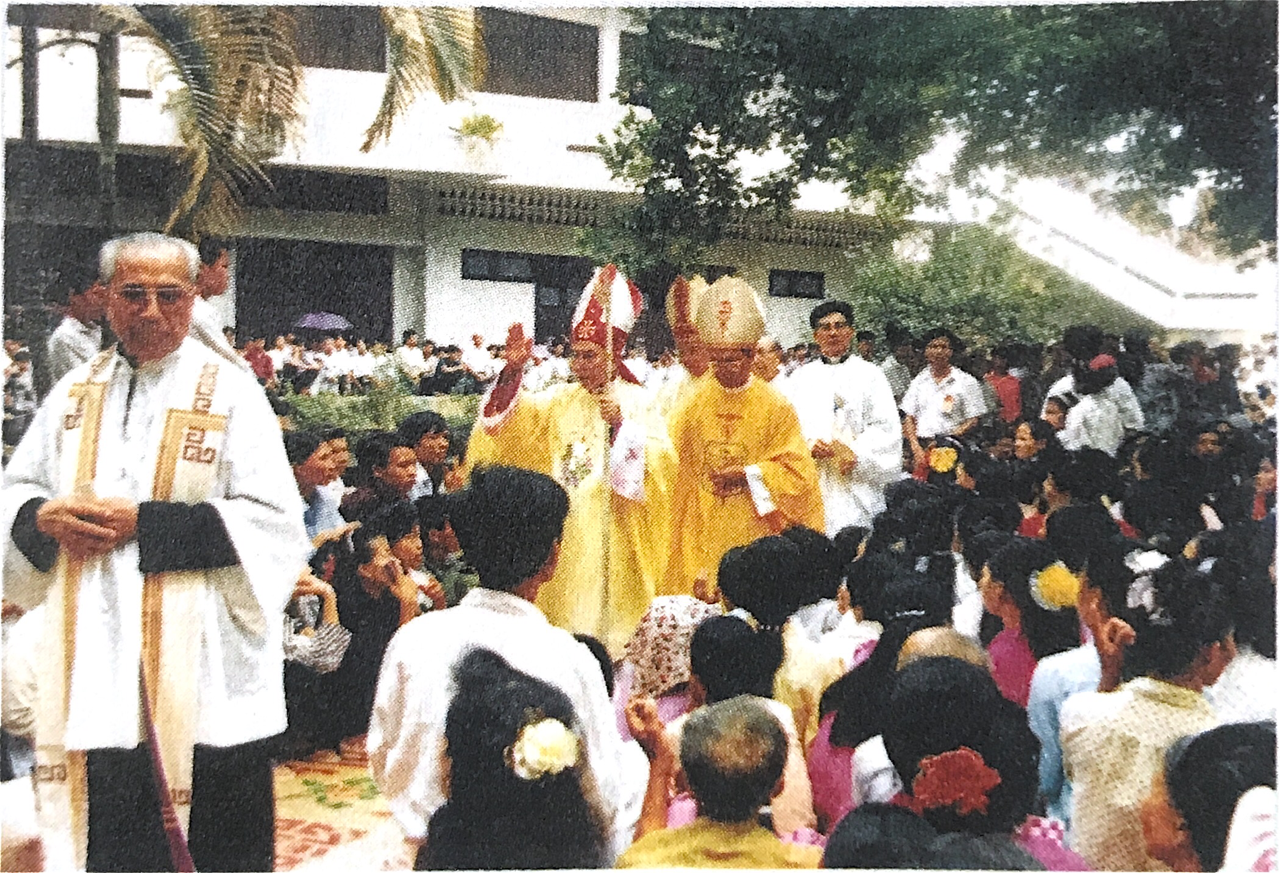
Thánh lễ tấn phong Giám mục cho Giám mục Phaolô Lê Đắc Trọng, 1994

Sau hơn 3 năm hưu dưỡng, ngày 7 tháng 9 năm 2009, giám mục Lê Đắc Trọng qua đời lúc 2 giờ 00 sáng tại bệnh viện Việt Đức, Hà Nội. Lễ an táng cố giám mục được cử hành bởi chủ tế là Tổng giám mục đô thành Hà Nội Giuse Ngô Quang Kiệt. Đồng tế có 16 giám mục, khoảng 300 linh mục và đông đảo giáo dân. Trước khi lễ an táng bắt đầu, điện văn từ Thánh Bộ Phúc âm hoá các dân tộc và từ Hội đồng Giám mục Việt Nam được đọc lên trang trọng.
Giám mục Lê Đắc Trọng là người biên tập và dịch thuật hàng chục tập sách về Cựu Ước, Tân ước, giáo lý, và nhiều chủ đề khác. Ông cũng đã góp phần phổ biến các tài liệu tôn giáo, góp phận gìn giữ đức tin Công giáo cho các giáo phận miền Bắc, kéo dài từ Lạng Sơn và Hưng Hóa đến tận Vinh và Thanh Hóa. Trong vụ việc Nhà nước yêu cầu hiến trường Công giáo, cá nhân ông bị giam giữ và tiến hành cưỡng chế ngôi trường. Để thể hiện ý chí bất khuất, ông yêu cầu trả lại ổ khóa. Sau 50 năm, ngôi trường đã được trả lại. Phần mộ cố giám mục hiện nay đặt dưới dân tượng đài Đức Mẹ tại Nhà thờ Lớn Nam Định. Phần mộ Giám mục Lê Đắc Trọng nằm cùng phần mộ của nghĩa tử của ông, Giám mục Chu Văn Minh, và linh mục Phêrô Nguyễn Đình Nghiêm, chính xứ tiên khởi Nam Định.
Tòa giám mục Hà Nội đã phát hành hồi kí của cố giám mục Lê Đắc Trọng nói về các sự kiện của Giáo hội Việt Nam trong thời kỳ quản lý bởi Nhà nước Cộng sản. Tổng giám mục Ngô Quang Kiệt đã viết lời tựa cho quyển sách này. Ba tập sách được lưu hành nội bộ với nhan đề Những câu chuyện về một thời.

## Nhận định
Trong bài giảng lễ an táng cố giám mục Lê Đắc Trọng, Giám mục Phụ tá Hà Nội Lôrensô Chu Văn Minh đã chia sẻ về cuộc sống của cố Giám mục:
| “ | Ngài sống trong sáng, mực thước, đức độ, không ai trách cứ được điều gì. Trong cuộc sống riêng tư, ngài luôn sống khó nghèo, không ham hố hưởng thụ giàu sang, ngài ăn uống đạm bạc, mặc áo vải thô, đi guốc mộc... Ngài là chiến sĩ đức tin, luôn kiên vững trong muôn vàn thử thách hy sinh để bảo vệ đức tin không những cho bản thân mình, mà cho toàn thể giáo phận Hà nội và giáo tỉnh miền Bắc. Đức Cha Phaolô là một anh hùng đức tin, anh hùng không phải với nghĩa là làm những việc khác thường siêu việt, vĩ đại, nhưng với nghĩa là trong bất cứ hoàn cảnh nào, điều kiện nào, dù khó khăn nguy khốn đến đâu, cũng thực hiện những công việc bổn phận trách nhiệm một cách trọn hảo cả đến những chi tiết nhỏ nhặt nhất. Ngài là một con người quảng giao, thân thiện, tình nghĩa. Không những giáo dân, các nam nữ tu sĩ, giám mục, hồng y, mà Đức Thánh Cha Gioan Phaolô II cũng mến yêu ngài. Cả những người tri thức, các vị lãnh đạo tôn giáo bạn, các nhà chính khách đều tôn trọng, mộ mến ngài. | ” |

Khởi đầu lễ an táng cố giám mục, Tổng giám mục Giuse Ngô Quang Kiệt đưa ra nhận định:
| “ | Đúng thế, Đức Cha Phaolô là một trụ cột trong Giáo hội, đặc biệt Giáo hội Miền Bắc, giáo phận Hà Nội, Ngài đã sống xuyên suốt 2 thế kỷ, đã trở thành một chứng nhân sống động, đồng thời cũng người canh giữ cho Giáo hội Miền Bắc. Vì vậy giây phút này chúng ta thấy mất đi một người cha kính yêu, một người thầy khôn ngoan, một người anh rất thân tình, mất một cây cao bóng cả. | ” |

Tổng giám mục Giuse Vũ Văn Thiên đưa ra nhận định:
| “ | Ngài là một trong những trụ cột của Giáo hội Việt Nam, đặc biệt Giáo tỉnh Hà Nội, giáo phận Hà Nội. Ngài đã sống xuyên suốt 2 thế kỷ, đã trở thành một chứng nhân sống động, đồng thời cũng là người canh giữ cho Giáo tỉnh Hà Nội | ” |

## Tông truyền
Giám mục Phaolô Lê Đắc Trọng được tấn phong giám mục năm 1994, thời Giáo hoàng Gioan Phaolô II, bởi:
- Chủ phong: Tổng giám mục Phaolô Giuse Phạm Đình Tụng, Tổng giám mục đô thành Tổng giáo phận Hà Nội.
- Hai vị Phụ phong: giám mục Bartôlômêô Nguyễn Sơn Lâm, P.S.S. giám mục chính tòa Giáo phận Thanh Hóa và giám mục Phaolô Nguyễn Văn Hòa, giám mục chính tòa Giáo phận Nha Trang.

Giám mục Phaolô Lê Đắc Trọng là Giám mục Phụ phong cho các giám mục:
- Năm 2008, giám mục Lôrensô Chu Văn Minh, hiện là cố giám mục phụ tá Tổng giáo phận Hà Nội.